# Christiaan Cornelissen

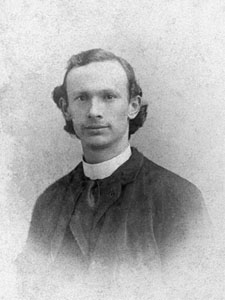
Christiaan Cornelissen

Christiaan Cornelissen (eigentlich Christianus Gerardus Cornelissen; * 30. August 1864 in Den Bosch; † 21. Januar 1942 in Domme) war ein niederländischer Aktivist, Autor, Vertreter des libertären Kommunismus und Syndikalismus.

## Leben
Christiaan Cornelissen wurde als zweitjüngster Sohn, von fünf Geschwistern, des Zimmermannes Johannes Cornelissen und Mechelina van Wijk in Den Bosch geboren. In seinem Geburtsort besuchte Cornelissen die Rijksweekschool (wörtlich: „Reichswochenschule“) für Lehrer. Später arbeitete er als Lehrer im niederländischen Geertruidenberg und in Middelburg. Als Autodidakt lernte er Lateinisch und Englisch; seiner katholischen Erziehung kehrte er den Rücken zu.

## Wirken

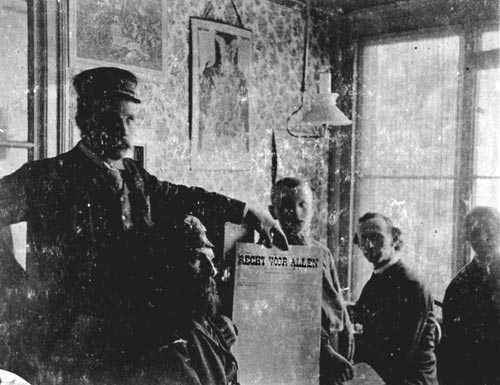
Cornelissen (2. von rechts) mit dem Redaktionskreis der Recht voor Allen

Cristiaan Cornelissen war Mitglied der Propagandagruppe für allgemeines Wahlrecht und redigierte für diese Gruppe die Publikation De Volksstem („Die Volksstimme“). Diese Zeitschrift wurde am 18. Mai 1889 umbenannt in Licht und Waarheid, wobei er der Gründer war. Durch die Lektüre von Karl Marx wurde Cornelissen mit den theoretischen Ideen der Ökonomie des Sozialismus konfrontiert und auf andere Theoretiker dieses Themas aufmerksam; dies beeinflusste ihn bis zu seinem Lebensende.
1891 schrieb er einen polemischen Artikel unter dem Titel Kritiek van een radicaal op Karl Marx (sinngemäß: „Kritik eines Radikalen an Karl Marx“). Im niederländischen Heerenveen trat er 1890 als Sprecher unter seinem Pseudonym Clemens auf dem Kongress des Sociaal-demokratischen-Bond auf und war Mitarbeiter der Zeitschrift Recht voor Allen („Recht für Alle“). Zusammen mit Ferdinand Domela Nieuwenhuis wurde Cornelissen am 1. Januar 1882 Mitredakteur dieser Zeitschrift. Ideologisch war er mit Nieuwenhuis verbunden, nahm jedoch im Gegensatz zu Nieuwenhuis einen syndikalistischen Standpunkt ein, während Domela Nieuwenhuis mehr „individualistisch“ ausgerichtet war. Cornelius beschrieb dies in seiner Schrift Le Communisme Revolutionaire  (Brüssel 1896). Hierin plädierte er für eine Zusammenarbeit von „revolutionären Sozialisten und Syndikalisten“. In seinem in 1900 in Frankreich und 1902 in den Niederlanden erschienenen Buch Op Weg naar de nieuwe Maatschappij („Auf dem Weg zur neuen Gesellschaft“), das große Bekanntheit erlangt haben soll, hatte Cornelissen seine syndikalistischen Gesellschaftstheorien ausgearbeitet. „Cornelissen stand ursprünglich stark unter dem Einfluss der deutschen Sozialdemokratie und dem Marxismus“ (Arthur Lehning).
In den Niederlanden war Cornelissen von 1905 bis 1907 Redakteur der Zeitschrift De Vrije Communist („Der freie Kommunist“), in der auch Clara Gertrud Wichmann veröffentlichte. Année Rinzes de Jong war zeitweise Vorsitzender und Redakteur und bis 1923 war Lodewijk van Mierop Redakteur von De Vrije Communist. Mit seiner Zeitschrift Ontwaakt (sinngemäß: „Wacht auf“) wollte der Herausgeber Jacob van Rees mit De Vrije Communist zusammenarbeiten. Die Fusion kam allerdings nicht zustande da De Vrije Communist einen nicht-religiösen Standpunkt einnahm. In der Zeitschrift Grond en Vrijheid schrieb Cornelissen 1906/1907 Artikel über die Grundsatzerklärung der Federatie van vrijheidslievende Communisten („Föderation der freiheitsliebenden Kommunisten“; gemeint sind libertäre Kommunisten). Nach 1908 soll Cornelissen in den Niederlanden „bei der Arbeiterbewegung“ keine Rolle mehr gespielt haben (Arthur Lehning).

### Aktivitäten
Christiaan Cornelissen besuchte verschiedene internationale Kongresse: Brüssel 1891; Zürich 1893 und London 1896. In Brüssel vertrat er die Eisenbahnvereinigung (Spoorwegvereniging), Immer Vorwärts (Steeds voorwaarts) und als Korrespondent der Zeitschrift Recht voor Allen. Im Mai 1898 verließ er die Niederlande und reiste nach Frankreich, wo er den Rest seines Lebens verblieb. In Paris studierte er Journalistik und wissenschaftliche Ökonomie. Auch hier arbeitete Cornelissen als fester Mitarbeiter der Zeitschrift Voix de Peuple, eine Publikation der syndikalistischen Organisation Confédération générale du travail (CGT) und ab 1911 als Redakteur der Zeitschrift La Bataille Syndicaliste. Im selben Jahr reiste er mit einer Delegation der CGT nach Berlin. Bereits 1907 (am 27. und 30. August) nahm er am Internationalen Anarchistenkongress in Amsterdam teil; hier trafen sich rund vierzig „Revolutionäre Syndikalisten“ in einer speziellen Konferenz und beschlossen die Herausgabe eines wöchentlichen Bulletins in spanischer, deutscher, englischer und niederländischer Sprache. Diese Publikation, Bulletin International du Mouvement Syndicaliste wurde von Cornelissen vom 8. September 1907 bis zum 26. Juli 1914 redigiert und herausgegeben. Es erschienen insgesamt 336 Ausgaben. Zur Zeit des Ersten Weltkrieges stand er zusammen mit Peter Kropotkin und Jean Grave auf der Seite Frankreichs.
Am 14. März 1916 unterzeichnete Cornelissen mit 14 anderen das Manifest der Sechzehn; anders als der Titel aussagt, waren es 15 Unterzeichner. Nach dem Ersten Weltkrieg arbeitete er bei dem monatlich erscheinenden Blatt Les Temps Nouveaux mit. Cornelissen veröffentlichte mehrere Bücher über Ökonomie, u. a. über Lohntheorie; aufgenommen in seinem fünfteiligen Werk Traite generale de science economique, woran er bis zu seinem Lebensende gearbeitet hatte. 
Im Geiste von Peter Kropotkins unvollendetem Werk Ethica lieferte Cornelissen einen Beitrag in seiner Schrift Generations Nouvelles zur antiautoritären Sittenlehre. 1892 erschien von ihm die erste niederländische Übersetzung von Das kommunistische Manifest. Selbst hatte sich Cornelissen „niemals Anarchist genannt“, er bezeichnete sich stets als libertärer Kommunist und Syndikalist. Die anarchistische Bewegung sah er „politisch negativ, zu wenig konstruktiv und Amorph“ (Arthur Lehning).
Cornelissen war von 1899 bis 1922 verheiratet mit Elisabeth Katharina Frederike Rubertus.

## Werke
- Kritiek van een Radicaal op Karl Marx. La Haye, Liebers, 1891.
- Les diverses tendances du parti ouvrier international. A propos de l’ordre du jour du Congrès international ouvrier socialiste de Zürich (1893). Bruxelles, éd. de la Société nouvelle, 1893.
- Le communisme révolutionnaire. Projet pour une entente et pour l’action commune des socialistes révolutionnaires et des communistes anarchistes. Bruxelles, éd. de la Société nouvelle, 1896.
- En marche vers la société nouvelle. Principes, tendances, tactique de la lutte de classes. Paris, Stock, 1900, coll. Bibliothèque sociologique n° 29 ”.
- Directe actie-zelf doen. Amsterdam, Wink, 1904.
- Über die Evolution des Anarchismus. Tubingen, Moww, 1908.
- Les dessous économiques de la guerre. Les appétits allemands et les devoirs de l’Europe occidentale. Vorwort von Charles Andler, Paris-Nancy, Berger-Levrault, 1915.
- Les conséquences économiques d’une paix allemande. Paris, Berger-Levrault, 1918.
- Über die theoretischen und wirtschaftlichen Grundlagen des Syndikalismus. Leipzig, Verlag von C. L. Hirschfeld, 1926, In: Forschungen zur Völkerpsychologie und Soziologie, Band II: Partei und Klasse im Lebensprozeß der Gesellschaft, 1926.
- Les générations nouvelles. Essai d’une éthique moderne. Paris, Mercure de France, 1935.
- Théorie du salaire et du travail salarié. Paris, Giard et Brière, 1908.
- Théorie de la valeur. Avec une réfutation des théories de Rodbertus, Karl Marx, Stanley Jevons et Boehm-Bawerk. Paris, Giard et Brière, 1913.
- Traité général de science économique. Paris, Marcel Giard, 1926.
- Les générations nouvelles. Essai d’éthique moderne. Paris, Mercure de France, 1935.